# Les Fatal Cinq
Les Fatal Cinq (Fatal Five) sont une équipe de super-vilains du 30e siècle chez DC Comics. Ils ont été créés par Jim Shooter et Curt Swan dans Adventure Comics no 352 en janvier 1967.

## Biographie du groupe
Les Fatal Cinq sont des criminels libérés par la Légion des Super-Héros pour combattre le Mangeur de Soleil. Ils apparaissent aussi dans l'épisode de Final Crisis.

## Les Membres

### Membres d'origine
- Impératrice Émeraude : Sarya de la planète Venegar est la première Impératrice. Elle ne possède aucun super-pouvoirs mais elle utilise un objet mystique, l’œil d’émeraude d'Ekron, qui lui permet de voler et de lancer des boules d'énergie.
- Mano : Mutant né avec le pouvoir de désintégrer tout ce qu'il touche.
- Le Persuader : Nyeun Chun Ti est le premier Persuader. Il porte une "hache atomique" ressemblant à une hallebarde. Cette arme peut tout trancher incluant les choses intangibles et métaphoriques.
- Tharok : Petit escroc qui perdit la moitié de son corps dans un accident. Son peuple le reconstruisit grâce à la robotique ce qui améliora grandement son intelligence. Il est le chef des Fatal Cinq.
- Validus : Fils de Lightning Lad et Saturn Girl, il fut enlevé à la naissance par Darkseid. Il est un vilain très puissant mais stupide qui est facilement contrôlé par les autres membres du groupe.

### Autres membres
- Flare
- Caress
- Mentalla
- Mordecai

## Apparitions dans d'autres médias
- Les Fatal Cinq font leur première apparition télévisée en 2006, dans La Ligue des justiciers (Justice League Unlimited, saison 5, épisode 10 : Voyage dans le futur)
- Les Fatal Cinq, constitué des cinq premiers membres d'origine, sont l'un des principaux groupes de vilains dans la série animée La Légende des super-héros (entre 2006 et 2008).
- Le Persuader apparaît dans la série Smallville, saison 8 épisode 11 "Legion".
- En 2018, DC Entertainment annonce la mise en production du film d'animation Justice League vs. the Fatal Five pour son service streaming[2].

## Équipe artistiques
Mike Grell, W.C. Carani, Roger Stern, Tom McCraw, Phil Jimenez, Jae Lee, Dan Abnett, Andy Lanning, Mike McKone, Geoff Johns, George Pérez, Todd Nauck, Scott Koblish